# Sport Club Guarany
Lo Sport Club Guarany, noto anche semplicemente come Guarany de Cruz Alta, è una società calcistica brasiliana con sede nella città di Cruz Alta, nello stato del Rio Grande do Sul.

## Storia
Il club è stato fondato il 20 settembre 1913. Ha vinto il Campeonato Gaúcho Divisão de Acesso nel 1954, nel 1955 e nel 1987, e il Campeonato Gaúcho Série B nel 1985.

## Palmarès

### Competizioni statali
- Campeonato Gaúcho Divisão de Acesso: 3

1954, 1955, 1987
- Campeonato Gaúcho Série B: 1

1985